# Pantofel

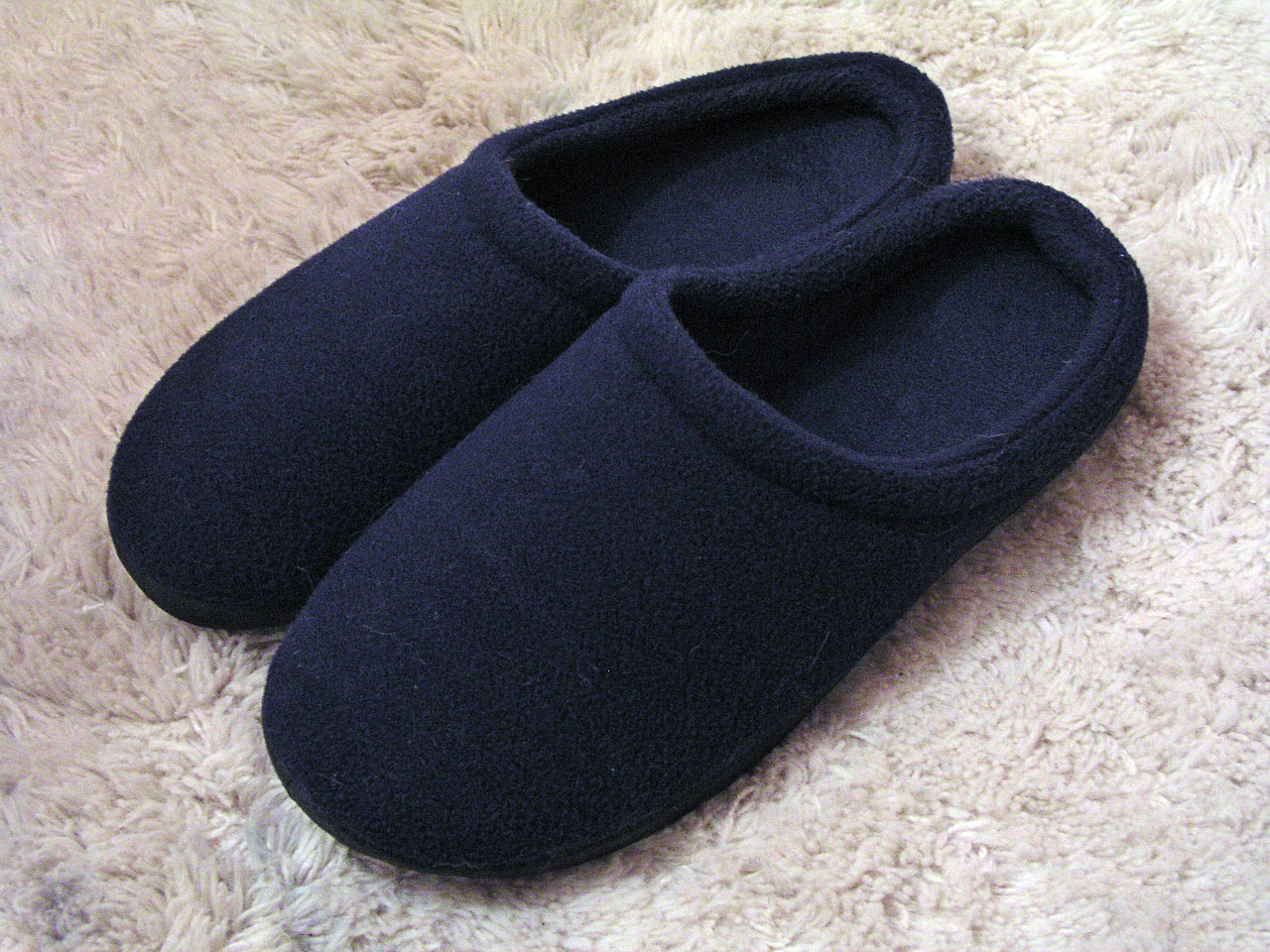
Pantofle

Pantofel respektive pantofle (na Moravě či v Čechách) či papuče je lehká domácí obuv obvykle bez podpatku s uzavřenou či otevřenou špičkou. Pojem souvisí s českým zvykem přezouvat se v domácím prostředí u vchodových dveří, zaměňovat venkovní obuv za speciální domácí obuv. Někdy se domácí obuvi také říká trepky.
Velké nazouvací pantofle, jež se obvykle natahují přes venkovní obuv, bývají občas používány jako ochrana před poškozením podlahy (parket) na hradech, zámcích a v jiných památkově chráněných objektech.
Zvláštním podtypem jsou sandálové pantofle (též přezkové pantofle, někdy také známé jako nazouváky), které připomínají sandály, podobně jako ty vyráběné firmou Birkenstock. Často bývají vybaveny přezkami, které umožňují nastavit obuv tak, aby lépe pasovala na nohy. Jsou vhodné například pro lidi, kteří mají vysoký nárt.

## Galerie

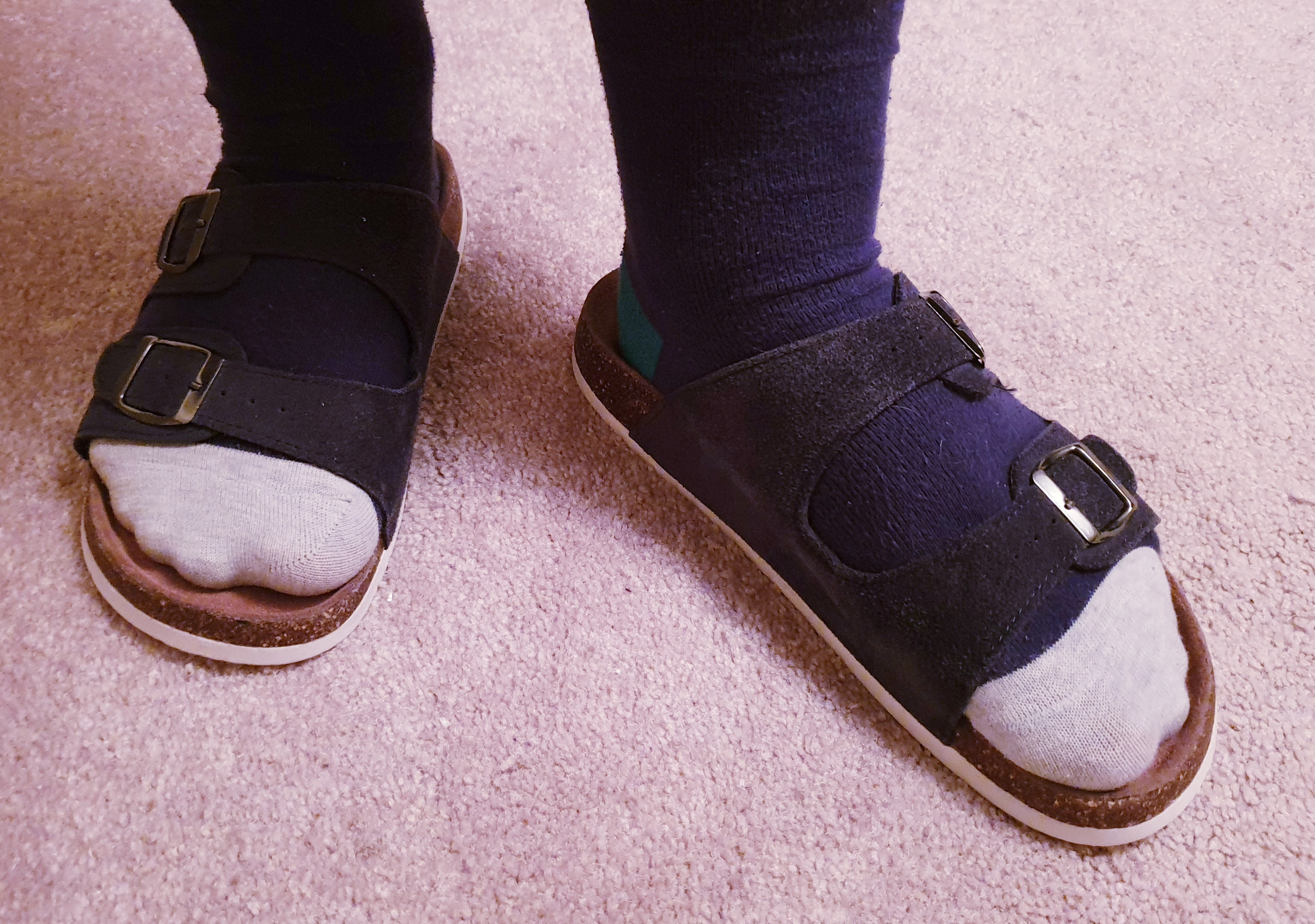
Sandálové/přezkové pantofle
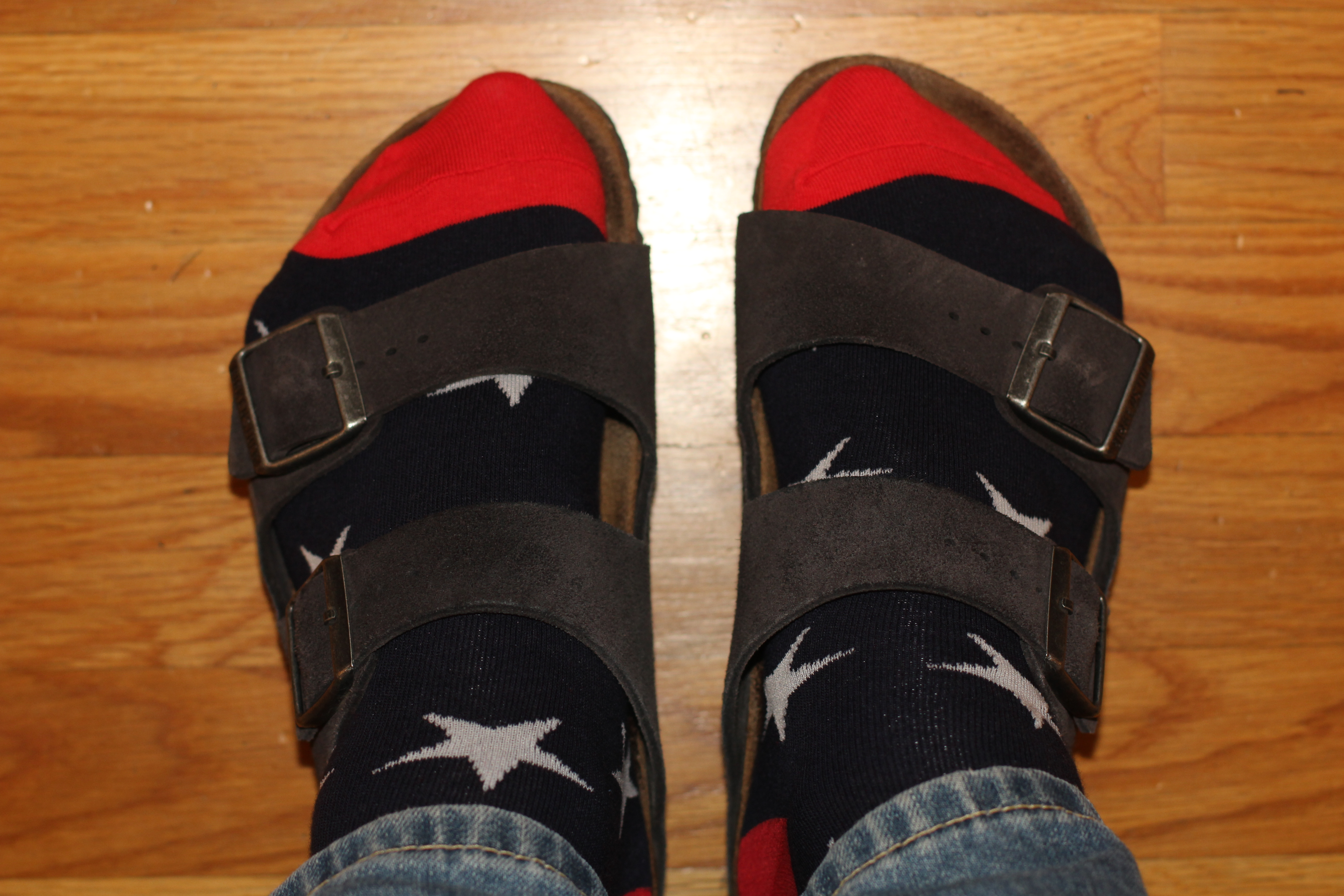
Sandálové/přezkové pantofle Arizona od firmy Birkenstock
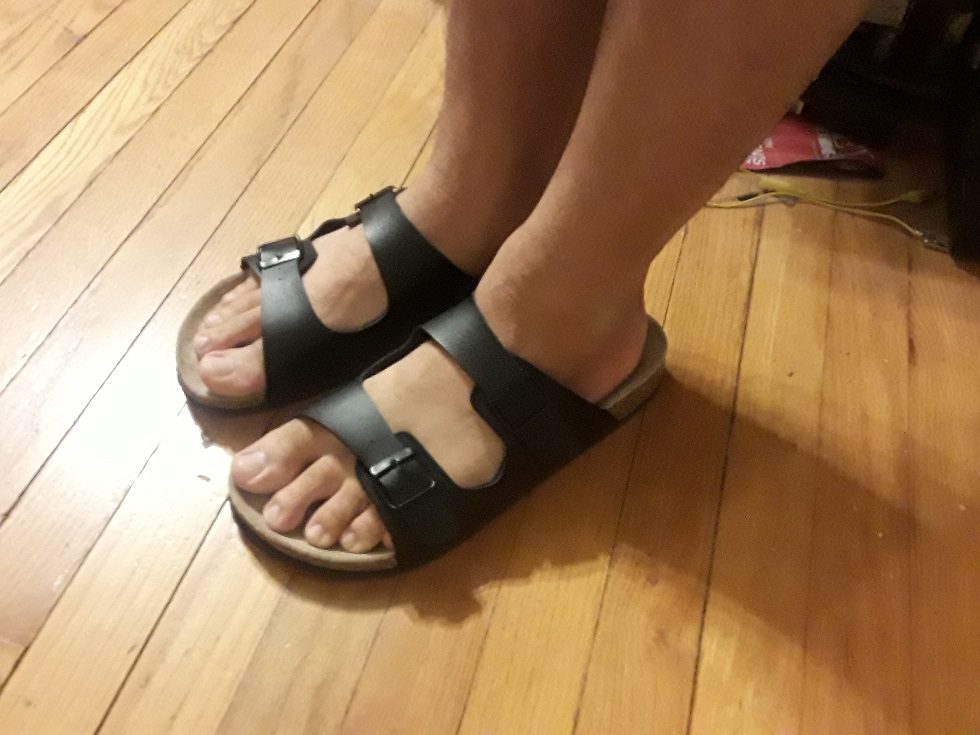
Sandálové/přezkové pantofle na nohách